# Erik Dekker
Pour les articles homonymes, voir Dekker.
Erik Dekker est un coureur cycliste puis directeur sportif néerlandais, né le 21 août 1970 à Hoogeveen. Il a été professionnel de 1992 à 2007. Membre de l'équipe Rabobank depuis 1996, il en devient directeur sportif de 2007 à 2015. Durant sa carrière de coureur, il est spécialiste du contre-la-montre et bénéficie également d'une bonne pointe de vitesse, mais n'est pas un bon grimpeur. Il a notamment remporté la Coupe du monde en 2001, quatre étapes du Tour de France, plusieurs titres nationaux, ainsi que Tirreno-Adriatico en 2002. Il s'illustre surtout sur les classiques, remportant notamment la Classique de Saint-Sébastien (2000), l'Amstel Gold Race (2001) et Paris-Tours (2004).

## Biographie
Erik Dekker est né prématuré le 21 août 1970 à Hoogeveen. Il passe ses premiers jours dans une couveuse. Son vrai prénom est Hendrik. Il est le fils de Henk et de Nel, tous deux actifs dans le milieu cycliste. Erik a deux frères, Gerard et Dick, et une sœur, Marja, qui ont tous été cyclistes à haut niveau. 

### Jeunesse et carrière chez les amateurs
Il participe à sa première course cycliste à l'âge de huit ans et connaît rapidement le succès. À l'âge de douze ans, il remporte le Tour de Junior à Achterveld dans sa catégorie. En 1985, il est sélectionné avec l'équipe nationale junior (moins de 19 ans) et décroche à seulement 15 ans la médaille de bronze du championnat du monde du contre-la-montre par équipes juniors. Deux ans plus tard, à Bergame, il est vice-champion du monde sur route juniors. En 1992, battu pour une seconde par Fabio Casartelli, il est vice-champion olympique aux Jeux olympiques de Barcelone.

### 1992-1999: des débuts professionnels prometteurs
En septembre, il passe professionnel chez Buckler et remporte deux étapes du Tour de l'Avenir. En fin de saison, il se classe dixième du Grand Prix des Amériques, onzième de Paris-Tours et huitième de Milan-Turin.
Après une saison 1993 sans performances notables, il obtient en 1994 sa première victoire en tant que professionnel, lors de la 1re étape du Tour du Pays basque. En juin, il gagne les deux étapes contre-la-montre et le général du Tour de Suède. Le mois suivant, il participe pour la première fois au Tour de France, en tant qu'équipier. En 1995, il gagne le Tour de Cologne, un deuxième Tour de Suède, ainsi que le Grand Prix Jef Scherens. L'année suivante, il est pour la première fois champion des Pays-Bas du contre-la-montre.
En 1997, il accumule les places d'honneur, notamment lors de contre-la-montre. Il figure également à trois reprises dans le top 10 d'une étape du Tour de France. Plus tard cette année-là, il remporte le contre-la-montre et le classement général du Tour des Pays-Bas. Cependant, après le temps des victoires, le temps des blessures arrive. L'année 1998 est en grande partie perdue à cause d'une blessure à la cuisse.
En 1999, il gagne le Grand Prix Eddy Merckx  et deux étapes  du Tour de Rhénanie-Palatinat. Il accumule également les tops dix sur les classiques. En octobre, son hématocrite atteint 52% avant la course sur route des mondiaux 1999 (la limite est fixé à 50%). Il lui est interdit de prendre le départ de l'épreuve et il est suspendu pour une période de deux semaines pour raisons de santé selon les règlements de l'UCI,. Suspecté de dopage à l'EPO, une équipe de recherche médicale est mandatée par Rabobank pour enquêter sur son hématocrite trop élevé. Il en ressort que le contrôleur de l'Union cycliste internationale aurait maintenu le garrot trop longtemps en place sur le bras du cycliste, ce qui aurait provoqué un hématocrite surélevé. Cependant, l'hématologue qui a mené l'étude a indiqué en 2013 que l'étude appartenait à la « poubelle », car elle avait été menée avec de très mauvaises ressources,. Dekker est à nouveau autorisé à courir un mois après.

### 2000-2004: les meilleures années

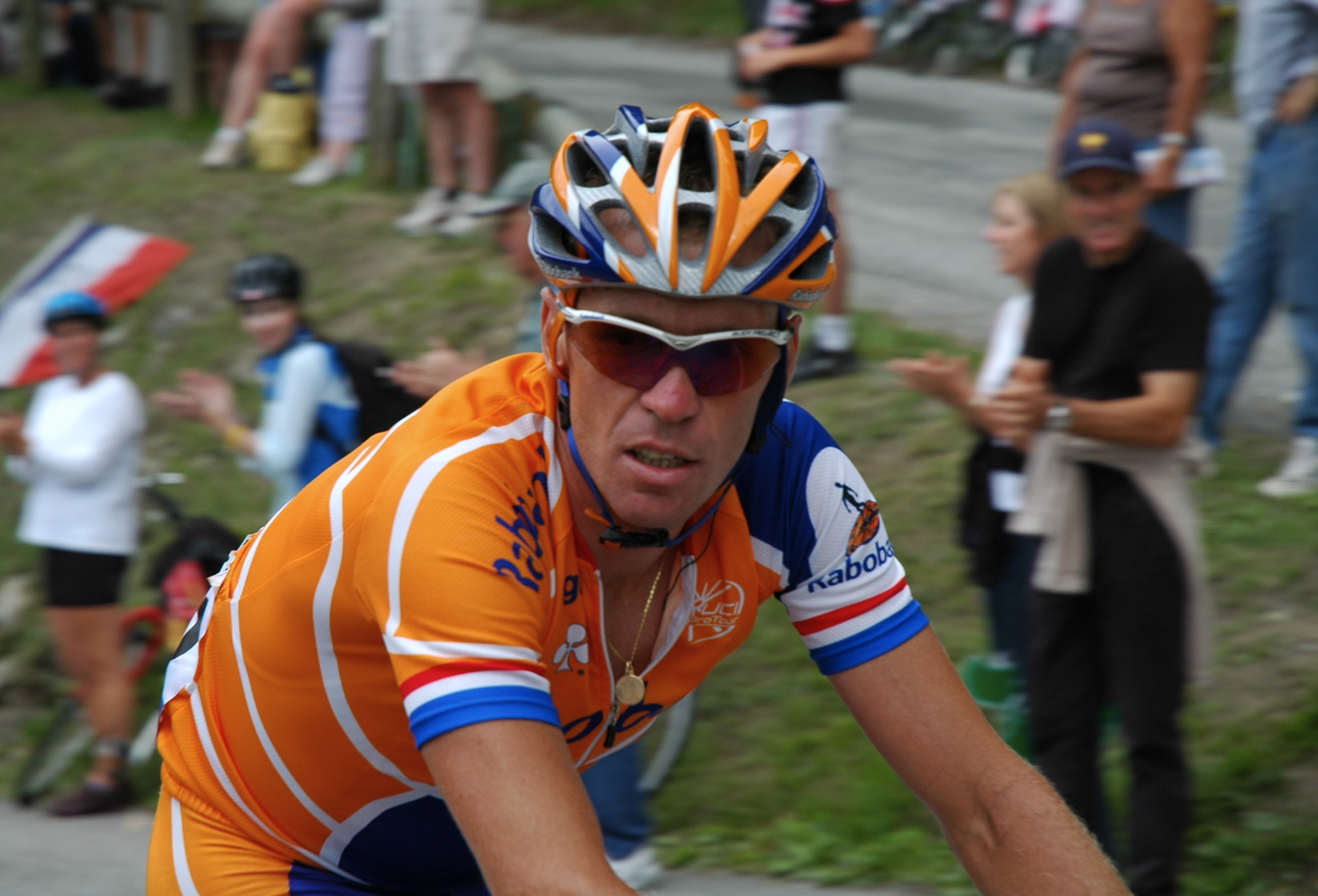
Dekker lors du Tour de France 2005.

L'explosion d'Erik Dekker intervient en l'an 2000. Cette année-là, il réalise l'exploit de remporter trois étapes sur le Tour de France, ce qui une performance rare pour quelqu'un qui n'est ni un sprinteur, ni un grimpeur. Il est également récompensé comme le coureur le plus combatif de ce Tour. La même année, il remporte également sa première victoire majeure dans une classique, la Classique de Saint-Sébastien. Il continue sur sa lancée en glanant un nouveau titre de champion des Pays-Bas du contre-la-montre et le Tour des Pays-Bas.
En 2001, il réalise la meilleure saison de sa carrière. Il remporte l'Amstel Gold Race, termine deuxième du Tour des Flandres, troisième de la HEW Cyclassics, quatrième du championnat du monde, cinquième du Championnat de Zurich, huitième de Liège-Bastogne-Liège et neuvième de la Classique de Saint-Sébastien. Ses résultats lui permettent de gagner le classement général de la Coupe du monde. Il remporte également deux courses par étapes, le Tour d'Andalousie et le Tour de Rhénanie-Palatinat et gagne une étape du Tour de France. À la fin de l'année, il est numéro 2 mondial derrière Erik Zabel et est nommé Sportif néerlandais de l'année.
L'année 2002 commence bien pour lui. Il remporte plusieurs courses, dont Tirreno-Adriatico et devient numéro un mondial en mars. Néanmoins, il se fracture le fémur lors d'une chute sur Milan-San Remo et manque la saison des classiques printanières. Pas totalement remis, il participe quand même au Tour de France et aide Karsten Kroon à s'imposer dans la huitième étape. Le reste de la saison se déroule moins bien, malgré une victoire au championnat des Pays-Bas du contre-la-montre.
Toute l'année 2003 est rendue difficile par une blessure au genou. Dans l'un de ses nombreux retours au cours de la saison, il remporte le Grand Prix Erik Breukink. À la fin de l'année, les choses s'améliorent lentement et il est au départ du championnat du monde, qu'il abandonne.
Dekker effectue un retour en force en 2004. Il est onzième de Milan-San Remo, cinquième du Tour des Flandres et de Liège-Bastogne-Liège, ainsi que septième de l'Amstel Gold Race. Le 10 avril, il retrouve le chemin du succès lors du Tour de Drenthe. Fin août, il remporte le Tour des Pays-Bas pour la troisième fois, avec une seconde d'avance sur le Russe Viatcheslav Ekimov. Le 10 octobre, il remporte Paris-Tours à l'issue d'une échappée marquante. Il est présent dans l'échappée matinale de quatre coureurs pour protéger Oscar Freire, puis attaque en solitaire à huit kilomètres de l'arrivée. Il est rejoint par quatre autres coureurs qui sont sortis du peloton, puis attaque à nouveau à quatre kilomètres du final et seul Matthias Kessler réussit à le suivre. Celui-ci renonce, alors que Dekker résiste au peloton,. Il termine finalement quatrième de la Coupe du monde.

### 2005-2006: fin de carrière

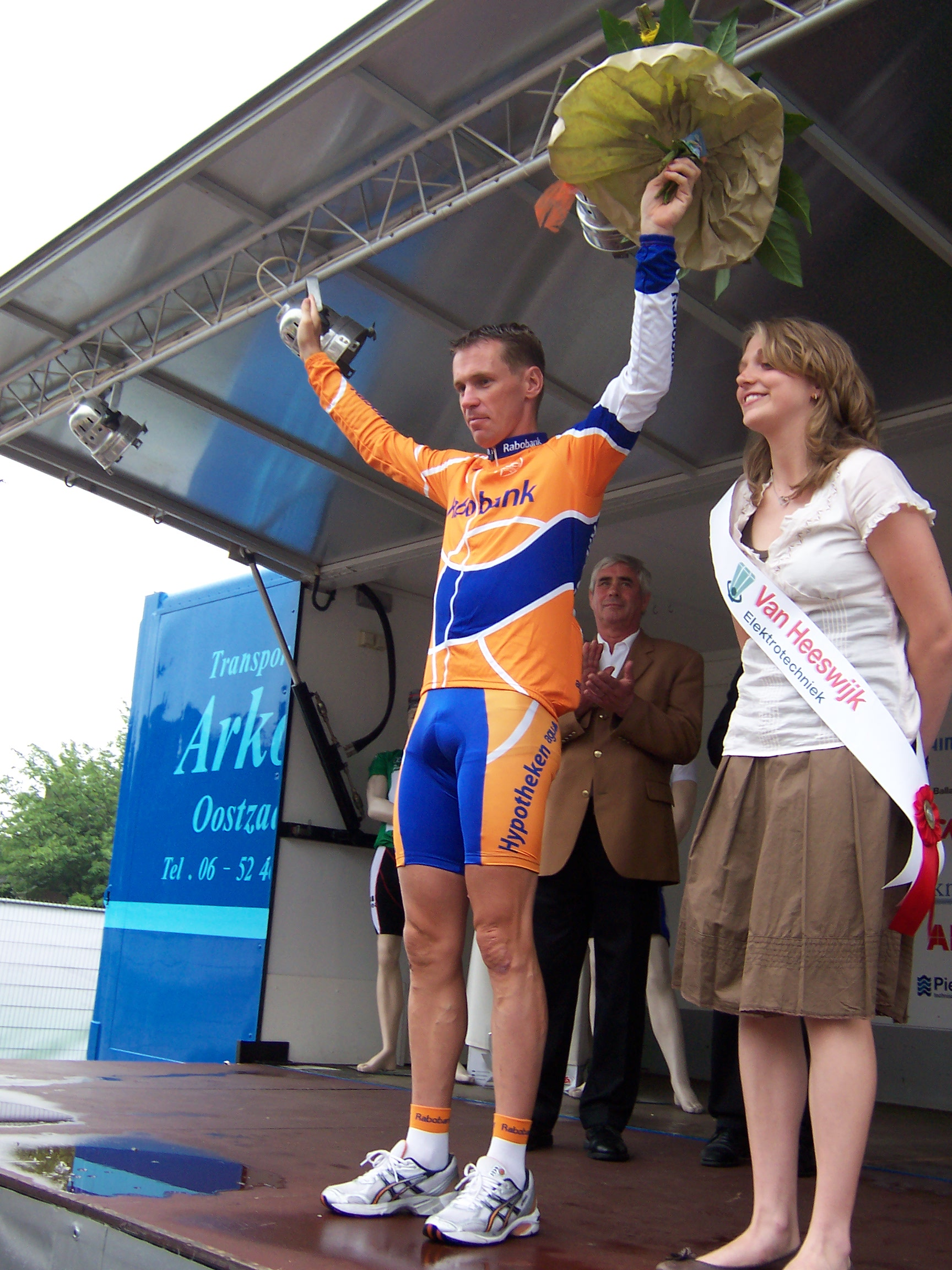
Erik Dekker sur le podium après son dernier succès sur la 2e étape du Ster Elektrotoer.

En 2015, il devient le nouveau président de l'association des coureurs néerlandais, le VVBW. En juin, il prolongé son contrat avec Rabobank jusqu'à la fin de 2006.
Lors du Tour de France 2006, il chute lourdement et subit des lésions faciales. Cela marque indirectement la fin de sa carrière de cycliste alors qu'il n'avait pas l'intention de s'arrêter. Il subit une commotion cérébrale, a des dents cassées et des blessures au visage. Le 6 août, il déclare qu'il arrête le cyclisme, ne pouvant plus supporter de retourner dans le peloton. Le 4 novembre 2006, il termine troisième de sa toute dernière course, un critérium à Curaçao, l'Amstel Curaçao Race. 
Erik Dekker a connu une grande popularité parmi les amateurs de cyclisme au cours de sa carrière, en partie à cause de ses commentaires toujours humoristiques à la fin d'une course. Lors du Tour de France, par exemple, il apportait chaque jour une contribution (Hallo, met Erik !) lors de l'émission de radio De Avondetappe sur Radio 1.

### Après carrière
Entre 2007 et 2015, il occupe des fonctions de directeurs sportifs au sein de l'équipe Rabobank.
En 2013, après les aveux de son ancien coéquipier Michael Boogerd et de nombreux anciens membres de l'équipe Rabobank, il est l'un des rares anciens coureurs à nier l'existence d'un programme de dopage depuis 1999 au sein de la formation néerlandaise.

## Vie privée
Erik Dekker s'est marié le 24 novembre 2002 à Petra van der Veen, une ancienne cycliste. Ils se sont connus lors des championnats du monde juniors 1988 au Danemark. Ils habitent en Belgique et ont deux enfants qui pratiquent également le cyclisme : Kelvin, né en 1996 et David, né en 1998.

## Palmarès sur route

### Palmarès amateur
| - 1985 - 3e du championnat du monde du contre-la-montre par équipes juniors - 1987 - 2e du championnat du monde sur route juniors - 1990 - 1re étape de la Semaine cycliste lombarde - Internatie Reningelst - 3e du Tour de Drenthe - 3e du Tour de Düren - 1991 - 5eb étape de l'Olympia's Tour (contre-la-montre) - 2e de l'Olympia's Tour - 2e du Tour de Rhénanie-Palatinat - 3e du Tour de Drenthe - 3e du Tour de Düren - 3e du Tour d'Overijssel | - 1992 - 2e et 7e étapes du Tour d'Autriche - Grand Prix Théo Mulheims - Bizkaiko Bira (es) - Prologue du Grand Prix Guillaume Tell - Tour de Cologne amateurs - 8e et 10e étapes du Tour de l'Avenir - Médaille d'argent de la course en ligne aux Jeux olympiques - 2e du championnat des Pays-Bas sur route amateurs - 2e du Tour de Drenthe - 3e de l'Omloop der Kempen - 3e du Grand Prix Guillaume Tell |  |

### Palmarès professionnel
| - 1992 - 3e du Trofeo Soller - 10e du Grand Prix des Amériques - 1994 - 1re étape du Tour du Pays basque - Tour de Suède : - Classement général - Prologue et 6eb (contre-la-montre) étapes - 1995 - Tour de Cologne - Tour de Suède : - Classement général - Prologue et 4ea (contre-la-montre) étapes - Grand Prix Jef Scherens - Klauterkoers Sweikhuizen - 1996 - Champion des Pays-Bas du contre-la-montre - Prologue du Regio-Tour - Seraing-Aix-Seraing - 3e du championnat des Pays-Bas sur route - 1997 - Tour des Pays-Bas : - Classement général - 3eb étape (contre-la-montre) - Klauterkoers Sweikhuizen - 2e du championnat des Pays-Bas du contre-la-montre - 2e du Circuit des Ardennes flamandes - Ichtegem - 3e du Trofeo Alcúdia - 3e du Trofeo Calvia - 1998 - 2e du Tour de Luxembourg - 10e du championnat du monde du contre-la-montre - 1999 - Grand Prix Eddy Merckx (avec Marc Wauters) - 2eb (contre-la-montre) et 6e étapes du Tour de Rhénanie-Palatinat - 2e du Championnat des Pays-Bas du contre-la-montre - 2e du Tour de Rhénanie-Palatinat - 2e du Tour de Luxembourg - 2e du Trofeo Magalluf-Palmanova - 2e du Tour des Pays-Bas - 3e du Trofeo Soller - 3e de Veenendaal-Veenendaal - 3e du Breitling GP (avec Michael Boogerd) - 7e de la Classique de Saint-Sébastien - 7e de la HEW Cyclassics - 8e du championnat du monde du contre-la-montre - 2000 - Champion des Pays-Bas du contre-la-montre - 1rea (contre-la-montre) et 3e étapes du Tour de Suède - 8e, 11e et 17e étapes du Tour de France - Classique de Saint-Sébastien - Tour des Pays-Bas : - Classement général - Prologue - Mémorial Josef Vögeli (avec Marc Wauters) - 2e du Tour de Suède - 3e du championnat des Pays-Bas sur route - 3e du Grand Prix EnBW (avec Marc Wauters) - 3e du Grand Prix Eddy Merckx (avec Marc Wauters) | - 2001 - Coupe du monde - Classement général du Tour d'Andalousie - Deux Jours des Éperons d'or : - Classement général - 1re étape - Amstel Gold Race - 8e étape du Tour de France - 5e étape du Tour des Pays-Bas - Grand Prix Eddy Merckx (avec Marc Wauters) - Tour de Rhénanie-Palatinat : - Classement général - 2e étape - 2e du Tour des Flandres - 2e du Tour des Pays-Bas - 2e des Trois Jours de La Panne - 2e du classement UCI - 3e de la HEW Cyclassics - 4e du championnat du monde sur route - 5e du Championnat de Zurich - 8e de Liège-Bastogne-Liège - 9e de la Classique de Saint-Sébastien - 2002 - Champion des Pays-Bas du contre-la-montre - Trofeo Magalluf-Palmanova - 5e étape du Tour d'Andalousie - Deux Jours des Éperons d'or : - Classement général - 2e étape - Tirreno-Adriatico : - Classement général - 4e étape (contre-la-montre) - 2e du Tour des Pays-Bas - 3e du Grand Prix Eddy Merckx (avec Marc Wauters) - 2003 - Classement général du Grand Prix Erik Breukink - 2e du Tour Beneden-Maas - 2004 - Champion des Pays-Bas sur route - Tour de Drenthe - Tour du Nord des Pays-Bas (ex aequo avec 21 coureurs) - Tour des Pays-Bas : - Classement général - 6e étape - Paris-Tours - 4e de la Coupe du monde - 5e du Tour des Flandres - 5e de Liège-Bastogne-Liège - 7e de l'Amstel Gold Race - 2005 - 2e du championnat des Pays-Bas du contre-la-montre - 2e de l'Eneco Tour - 2006 - 1re étape du Critérium international - 2e étape du Ster Elektrotoer (contre-la-montre) - 2e du Critérium international - 2e du championnat des Pays-Bas du contre-la-montre - 7e de Paris-Nice |  |

### Résultats sur les grands tours

#### Tour de France
12 participations
- 1994 : 101e
- 1995 : 70e
- 1996 : 74e
- 1997 : 81e
- 1998 : abandon (2e étape)
- 1999 : 107e
- 2000 : 51e, vainqueur du  prix de la combativité et des 8e, 11e et 17e étapes
- 2001 : 91e, vainqueur de la 8e étape
- 2002 : 136e
- 2004 : 133e
- 2005 : 109e
- 2006 : abandon (3e étape)

#### Tour d'Italie
1 participation
- 2000 : 121e

#### Tour d'Espagne
1 participation
- 1998 : abandon

## Palmarès en cyclo-cross
- 2017-2018
  -  Champion du monde de cyclo-cross master (45/49 ans)
  -  Vice-champion d'Europe de cyclo-cross master (45/49 ans)
  - Champion d'Europe master de Beachrace

## Distinctions
- Cycliste espoirs néerlandais de l'année : 1992
- Cycliste néerlandais de l'année : 2000, 2001 et 2004
- Sportif néerlandais de l'année : 2001